# Karschia rhinoceros
Karschia rhinoceros är en spindeldjursart som beskrevs av J. Birula 1922. Karschia rhinoceros ingår i släktet Karschia och familjen Karschiidae. Inga underarter finns listade i Catalogue of Life.